# Фартуков, Иван Иванович
Иван Иванович Фартуков (род. 28 июля 1948) — художник. Заслуженный художник РБ (2002). Член Союза художников (1983). Председатель правления Союза художников БАССР (1987—1989).

## Биография
Родился 28 июля 1948 года в д. Скориничи Минского района Минской области Белорусской ССР.
С 1969 живёт и работает в Уфе В 1977 году окончил Нижнетагильский педагогический институт.
Фартуков Иван Иванович работает художником в технике акварели, в области скульптуры, монументального искусства, графики, в жанре пейзажа, портрета, натюрморта, отдавая предпочтение многофигурным жанровым композициям и картинам на евангельскую тему («Владыко Андрей», «В светлый день Воскресения», «Крестный ход на Урале»).
Член Международной Академии графики (г. Санкт-Петербург) с 2004 года.
Работы находятся в коллекциях БГХМ, Музея изобразительного искусства РТ (Казань), Красноярского, Чувашского художественного музеев, галереи «Урал» (Уфа), Новосибирской, Магнитогорской художественных галереях.

## Выставки
Участник художественных выставок с 1972 года, с 1994 года участвует в международных. выставках.
Персональные выставки: гг. Уфа (1984, 1996, 1998, 2008), Гамбург (1995, 1997; Германия), Кумертау, Салават (1996), Нефтекамск (1997).

## Основные работы
«К Карскому морю», 1984; «Век уходящий», 1998; «Покаяние», 1992—1996; «Благословение», 1993; «Набег», 2008; «Добрые дела в месяц Рамазан», диптих, 1997; «Йома. Пятница», 1998;. портреты архиепископа Софрония (1999), художника С. А. Лебедева (2006), портрет «Флорида», 2002.

## Награды
Диплом и премия им. А. М. Петухова, Второй независимой Международной Биеннале графики «Белые Интерночи» (2004; Санкт-Петербург).